# テゴマス
テゴマス（英語: Tegomass）は、かつて存在した日本のヴォーカルユニットでNEWSの派生ユニットである。所属芸能事務所はジャニーズ事務所。所属レコード会社はジャニーズ・エンタテイメント。スウェーデンではTegomass名義で活動を行っていた。

## メンバー
- 手越祐也（てごし ゆうや、1987年11月11日 - 、 B型）[1]
- 増田貴久（ますだ たかひさ、1986年7月4日 - 、 O型）[1]

## 概要
NEWSのメンバーでもある、手越祐也と増田貴久によるヴォーカルユニット。ユニット名は2人の名字「手越（テゴシ）」「増田（マスダ）」から2文字ずつ取り、「テゴマス (Tegomass)」と名付けられた。
ジャニーズJr.時代から2人で歌う機会を得るようになる。NEWSが結成されてからは、アルバム『touch』に収録されている「ずっと」、DVD『NEWSニッポン0304』に収録されている「ありがとう・今」などのオリジナル曲を発表しており、歌を重視したコンビとして活動していた。
2006年11月、「Tegomass」としてシングル『Miso Soup』をスウェーデンで発売。ジャニーズ事務所としては初の試みである欧州先行デビューとなった。これは、NEWSがスウェーデンの作曲家チームから『紅く燃ゆる太陽』『サヤエンドウ』『夢の数だけ愛が生まれる』などの楽曲の提供を受けていたことと、同じくスウェーデンの作曲家チームによる作品である修二と彰『青春アミーゴ』がスウェーデン国内でも好反応を得たことがきっかけとなって、現地のレコード会社「スカンジナビアソングス」（レーベル「HAWK RECORDS」）がジャニーズ事務所側にスウェーデン進出を打診したためである。歌唱力も考慮された。
2020年6月19日付で手越祐也がジャニーズ事務所との専属契約を解除およびNEWSから脱退したため、事実上の活動終了となった。

## 来歴
2006年11月15日、スウェーデンで「Tegomass」としてシングル「Miso Soup」でデビュー。11月13日から17日まで現地でプロモーション活動を行い、マスメディア14社からの取材に応じた。発売日当日にストックホルム市内で行ったイベントでは500人を動員し、その様子は現地の大手新聞『ダーゲンス・ニュヘテル』でも取り上げられる。現地では音楽業界の関係者を招いたパーティーも開き、デビューシングルのタイトルにならって味噌汁を振る舞った。
2006年12月20日、日本で「テゴマス」としてシングル「ミソスープ」でデビュー。オリコンシングルチャートで1位を記録する。
2007年3月、『第38回春の高校バレー全国大会』スペシャルサポーターに就任する。5月16日、テレビアニメ『ラブ★コン』（TBS系）のテーマ曲が収録された「キッス〜帰り道のラブソング〜」を発売する。6月16日、台湾の音楽祭「金曲奨」に日本代表のプレゼンターとして出演し、「ミソスープ」など2曲を披露。翌17日、台北市内の野外ステージでライブを行った。
2008年6月18日、シングル「アイアイ傘」をリリース。
2009年7月8日、シングル「七夕祭り」をリリース。7月15日、ファーストアルバム『テゴマスのうた』リリース。7月22日からテゴマス初のライブツアー『テゴマス1stLIVE テゴマスのうた♪』が行われた。
2010年4月21日、ミニアルバム『テゴマスのあい』をリリース。5月1日からセカンドライブツアー『テゴマス 2ndライブ テゴマスのあい♥』が行われた。8月19日、神宮外苑花火大会に出演する。
2011年2月16日、シングル「青いベンチ」をリリース。同曲は男性デュオ、サスケの2004年に発売したヒット曲をカバーしたものである。8月6日、神宮外苑花火大会に近藤真彦、滝沢秀明らと出演。10月19日、アルバム『テゴマスのまほう』をリリース。10月22日からサードライブツアー『3rdライブ テゴマスのまほう★』が行なわれた。
2012年10月6日、『テレビ朝日ドリームフェスティバル2012』に出演。
2013年3月6日、シングル「サヨナラにさよなら」をリリース。5月22日、シングル「猫中毒」をリリース。
2014年1月22日、アルバム『テゴマスの青春』をリリース。2月15日からフォースライブツアー『テゴマス 4thライブ テゴマスの青春』が行われた。

### 手越の事務所退社・活動終了
2020年5月26日、手越の活動自粛が発表された。なお、テゴマスのレギュラー番組である『テゴマスのらじお』（MBSラジオ）は手越不出演のまま番組名を変えずに継続され、27日の放送では急遽、NEWSのメンバーの小山慶一郎と加藤シゲアキが出演した。
手越が、6月19日付でジャニーズ事務所との専属契約を合意解除したことにより、同ユニットとしての活動は事実上終了となった。番組名を変えず継続されていた『テゴマスのらじお』も、7月1日放送分より『ますますらじお』に番組名が変更された。

## 作品

### シングル
1. ミソスープ（2006年）- 1位[7]
2. キッス〜帰り道のラブソング〜（2007年5月16日）- 2位[18]
3. アイアイ傘（2008年6月18日）- 1位[18]
4. 七夕祭り（2009年7月8日）- 1位[18]
5. 青いベンチ（2011年2月16日）- 2位[18]
6. サヨナラにさよなら（2013年3月6日）- 2位[18]
7. 猫中毒（2013年5月22日）- 2位[18]

### アルバム
1. テゴマスのうた（2009年7月15日）- 1位
2. テゴマスのあい（2010年4月21日）- 2位 ※ミニアルバム
3. テゴマスのまほう（2011年10月19日）- 1位
4. テゴマスの青春（2014年1月22日）- 2位

### 映像作品
1. テゴマス 1st LIVE TOUR 2009〜テゴマスのうた〜（2010年1月20日）
2. テゴマス 2nd ライブ テゴマスのあい♥（2011年5月11日）
3. テゴマス 3rd ライブ テゴマスのまほう★（2012年4月25日）
4. テゴマス 4thライブ テゴマスの青春（2015年5月13日）

## タイアップ
| 曲名                         | タイアップ |
| ---------------------------- | --- |
| ミソスープ                   | 日本テレビ系『音楽戦士 MUSIC FIGHTER』2007年1月度オープニングテーマ 文化放送『レコメン!』2007年1月度エンディングテーマ CM：神州一味噌「減塩みそ」 |
| はじめての朝                 | 日本テレビ系『THE・サンデー』エンディングテーマ                                                                                                   |
| マルイチカラ                 | フジテレビ系『第38回春の高校バレー』イメージソング                                                                                                |
| キミ+ボク=LOVE?              | TBS系アニメ『ラブ★コン』オープニングテーマ |
| キッス〜帰り道のラブソング〜 | TBS系アニメ『ラブ★コン』エンディングテーマ 文化放送『レコメン!』2007年5月度エンディングテーマ                                                     |
| アイアイ傘                   | テレビ東京系アニメ『ネオ アンジェリーク Abyss』エンディングテーマ                                                                                 |
| 片想いの小さな恋             | テレビ東京系アニメ『ネオ アンジェリーク Abyss -Second Age-』エンディングテーマ                                                                    |
| 青いベンチ                   | テレビ朝日系『お願い!ランキング』2月度エンディングテーマ                                                                                          |
| 魔法のメロディ               | 文化放送『レコメン!』10月度エンディングテーマ |
| サヨナラにさよなら           | 日本テレビ系『スッキリ!!』3月度エンディングテーマ                                                                                                 |
| ヒカリ                       | 日本テレビ系『PON!』1月度エンディングテーマ |

## 出演

### テレビ番組
- 第38回春の高校バレー全国大会（2007年3月19日 - 3月25日、フジテレビ） - サポーター[19]

### ラジオ番組
- テゴマスのらじお（2011年10月26日 - 2020年6月24日、MBSラジオ） [注 1]

### CM
- 亀田製菓「ハッピーターン」（2014年）[21]

### イベント
- ジャニーズカウントダウンライブ2006-2007（2006年12月31日、東京ドーム）[22]
- テゴマス『アイアイ傘』発売記念LIVEイベント（2008年6月17日）[23]
- テゴマス『七夕祭り』発売記念LIVEイベント（2009年7月6日）[24]
- 神宮外苑花火大会（2010年8月19日、国立競技場）[11]
- 神宮外苑花火大会（2011年8月6日、国立競技場）[12]
- テレビ朝日ドリームフェスティバル2012（2012年10月6日、国立代々木競技場 第一体育館）[13]

## 連載
- ますてご（2006年1月19日 - 3月31日、Johnny's Web）
- テゴ+マス=☆（2007年5月2日 - 6月3日、Johnny's Web）
- テゴマスのひび♪（2009年7月22日 - 2020年6月18日、Johnny's Web）